# علي الترهوني
علي عبد السلام الترهوني (مواليد، المرج 1951)، سياسي ليبي وأستاذ اقتصاد في جامعة ولاية واشنطن، بقي لعشرات السنوات خارج ليبيا معارضًا لحكم معمر القذافي، وبعد قيام ثورة 17 فبراير أضحى الترهوني أحد القيادات السياسية والإدارية لليبيا ما بعد حكم القذافي.

## النشأة
ولد الترهوني بمدينة المرج شرق ليبيا، وهو ينحدر من عائلة أصلها في مدينة ترهونة غرب ليبيا، وعائلة والدته تعود أصولها إلى مدينة غريان كبرى مدن الجبل الغربي، وترعرع الترهوني في مدينة بنغازي وفيها التحق بجامعتها ليدرس الاقتصاد في سبعينيات القرن العشرين، وقد طرد من جامعة بنغازي عدة مرات بسبب معارضته لنظام القذافي، ومع ازدياد الحركة الطلابية المعارضة للقذافي اضطر الترهوني لمغادرة ليبيا ليتجنب الاعتقال أو الإعدام.

## الحياة في المهجر
بعد مغادرته ليبيا، استقر علي الترهوني في الولايات المتحدة وتحصل هناك على درجتي الماجستير والدكتوراه، وانخرط في الأنشطة المعارضة للقذافي صحبة آخرين، حُكم عليه للمرة الثانية غيابيا بالإعدام سنة 1981 وسحبت منه الجنسية الليبية ثم أصبح معارضًا مستقلاً حتى تأسيس المؤتمر الوطني المعارض عام 2005.

## العودة إلى ليبيا
بعد أيام قليلة من انهيار حكم القذافي في شرق ليبيا، عاد الترهوني إلى بنغازي بعد واحد وثلاثين عامًا قضاها في المنفى، وكلّفه المجلس الوطني الانتقالي بإدارة ملفي المالية والنفط ثمّ استبدل بعدها بشهور. أسّس حزب سياسي تحت اسم التيار الوطني الوسطي في أبريل 2012 ويعد اليوم من أهم الأحزاب السياسية في ليبيا .